# 東方朔

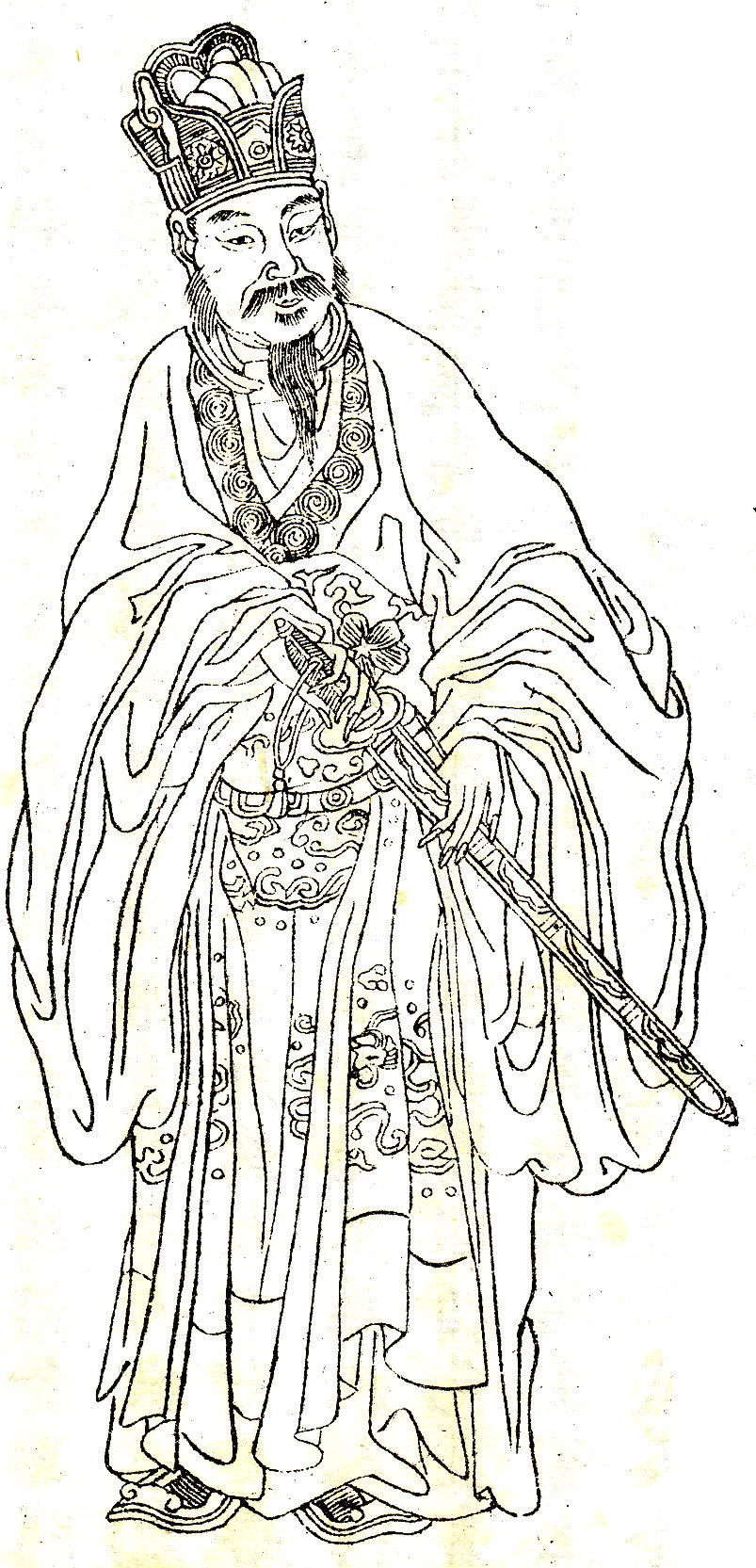
東方朔・『晩笑堂竹荘畫傳』より

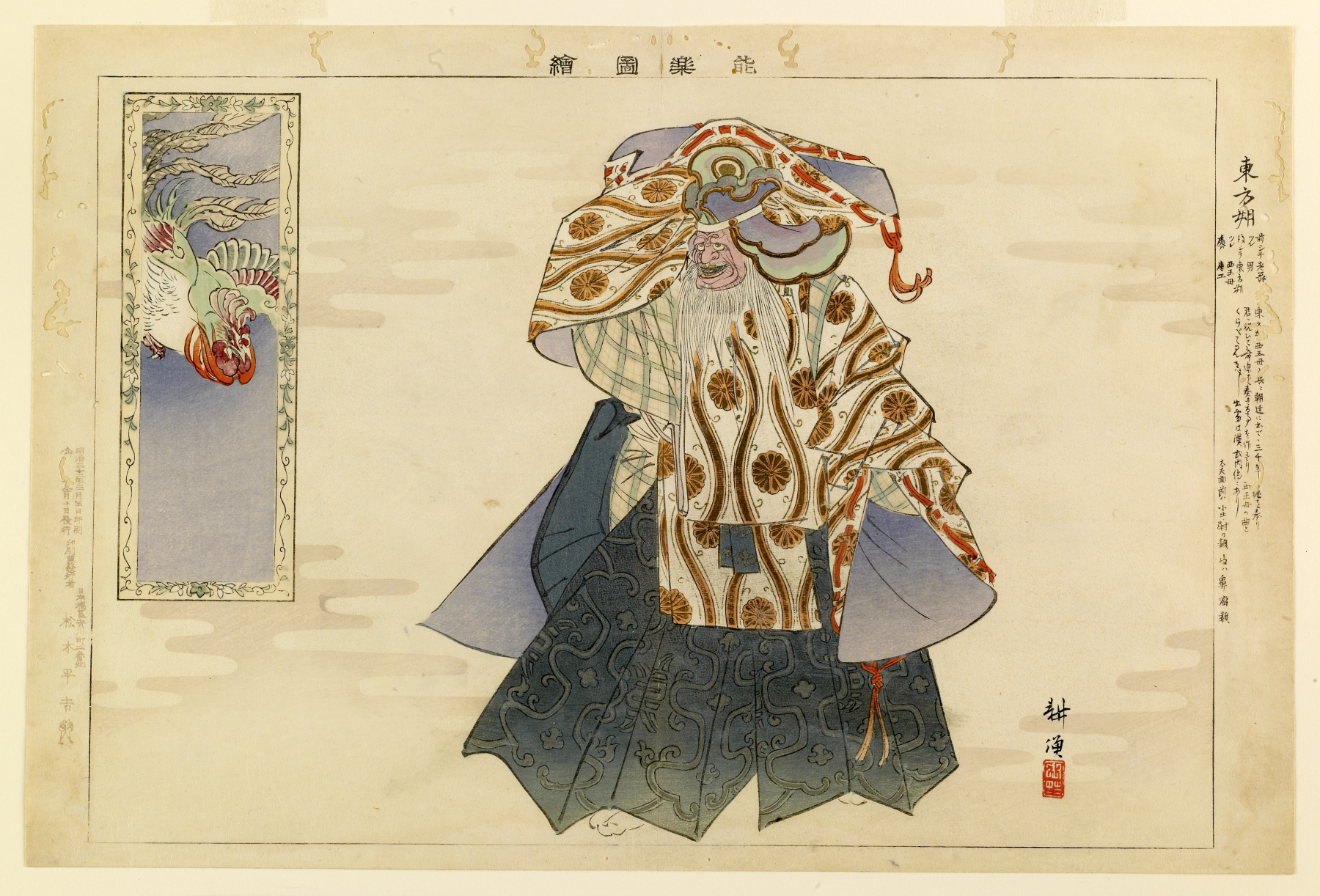
東方朔『能楽図絵』

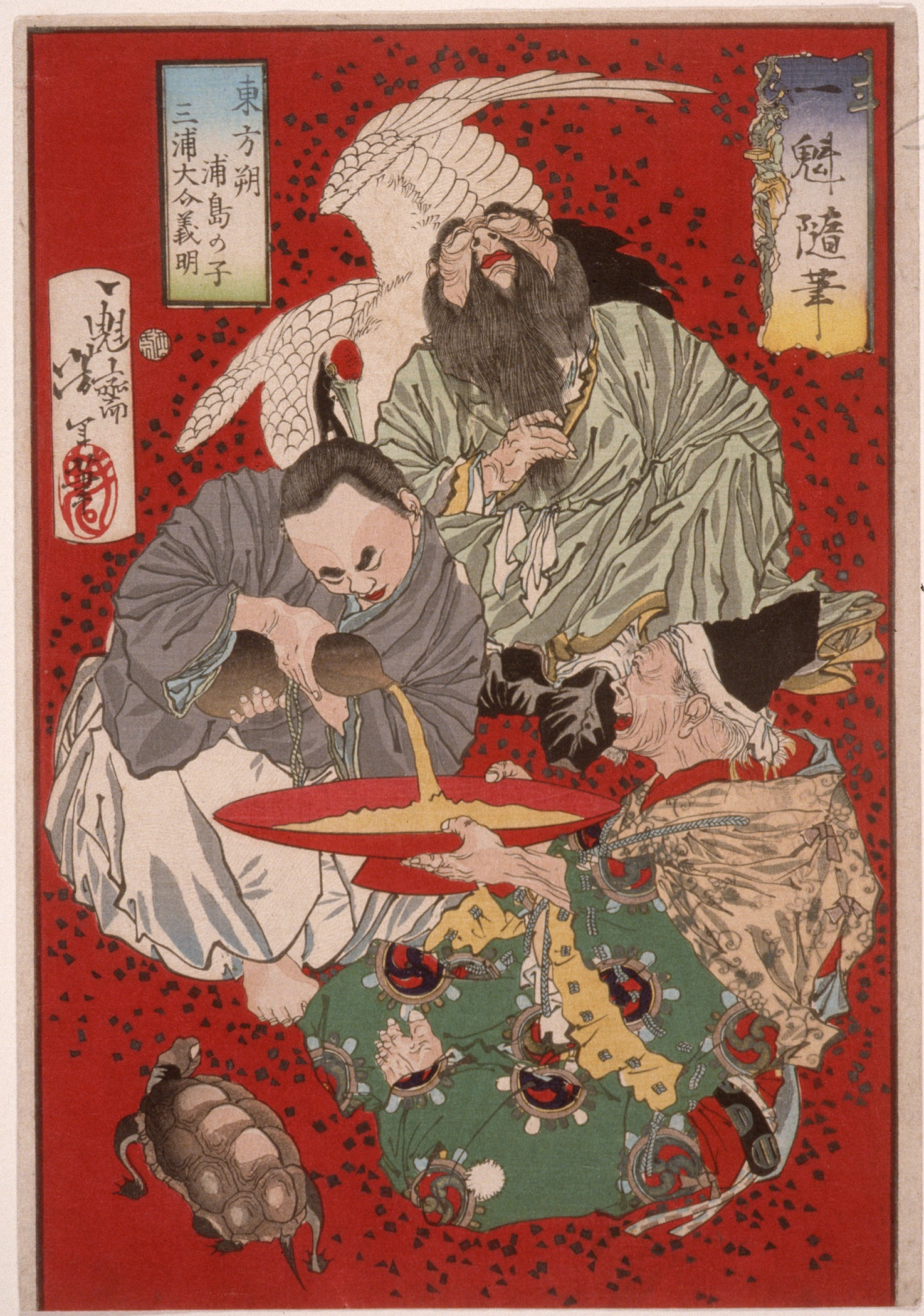
長寿で知られる東方朔、浦島太郎、三浦義明。月岡芳年画

東方 朔（とうぼう さく、拼音：Dōngfāng Shuò、紀元前154年 - 紀元前93年）は、前漢の武帝時代の政治家。字は曼倩。平原郡厭次県（現在の山東省浜州市恵民県）の人。

## 人物
武帝に「今年22歳になり、勇猛果敢、恐れを知らず、知略に富んでいるので、大臣に向いていると思う」と自ら推薦状を送った。これを武帝が気に入り、常侍・郎や太中大夫といった要職につかせた。
後の歴史書などには、彼の知略知己に富む様子がしだいに神格化され始め、ついには下界に住む仙人のように描かれることとなった。唐代の詩人李白は彼のことを「世人不識東方朔、大隠金門是謫仙」と褒め称えている。
滑稽な行為をすることでも知られ、中国では相声などの話芸の神様として尊敬されている。
『答客難』・『神異経』などの著書がある。

## 『史記』による記述
『史記』第66「滑稽列伝」中に東方朔の経歴が残されている。
斉の出身で古文書や経学を愛し、雑書・史伝を広く読んでいた。初めて長安に入ったときに、3000枚の竹簡に書かれた上書を提出し、武帝は2ヶ月かけて読み終え、朔を郎官に任命した。その後は側近としてしばしば、武帝の話し相手を務めていた。気性の激しい武帝も東方朔と話せば上機嫌となり、金品を賜ったり食事の陪席を命じる事も度々であったという。
武帝に食事を招待されたときには、食べ残しの肉をすべて懐に入れて持ち帰ろうとして服を汚すのが常であり、下賜された銭・帛を浪費して、長安の若い美女を次々と娶り一年もたつと捨てて顧みないという暮らしをしていた。これは、采陰補陽という一種の修身法であったが、それを知らない同僚には狂人扱いされていたという。武帝はそれでも「朔に仕事をさせれば、彼ほどの仕事ぶりを示す者はいないだろう」と評価していた。
博士たちが戦国時代の賢者たちと比較して、朔を非難したことがある。その博聞弁智を抱えて無為に過ごし、官は侍郎で位は執戟にすぎないのはどうしたわけなのか、と。朔は「天下に災害がなければ聖人がいたとしてもその才を施すところがない。上下が和同していれば、賢者がいたとしても功を立てるところはない」という古諺を引いて、戦国と漢代は違うこと、自分が学を修め道を行うのは出世のためではない、という所信を述べている。
朔は息子を郎官にしてもらい、その息子は「侍謁者」となり、都を出て使いするようになった。老齢になり死期が近づいたときに武帝に讒言を斥けるように諫めて、まもなく病死した。司馬遷は「鳥がまさに死なんとするときは、その鳴き声は哀しい」と東方朔をたたえ、朝廷の中にいて世を避けたと自認するこの賢人に共感を抱いていたことがわかる。

## 伝説
朔の博学については騶虞という動物を見てその名と遠方の国が漢に帰属しようとする瑞祥であることを言い当てたり（『史記』）、函谷関で武帝の行き先をふさいだ山羊に似た怪物を䍺と見抜き、酒を注いで消す方法を教えた（『捜神記』）などの逸話がある。怪現象の権威とみなされたせいか、伝奇を集めた『神異録』の著者に擬せられたり、『漢武故事』では「東方國獻短人。帝呼東方朔。朔至、短人指謂上曰、王母種桃、三千歳一子。此子不良。已三過偸之矣」、つまり西王母が植えた三千年に一度しかならない桃の実を三つも盗んだであるとか、張華が撰述した『博物志』でも「西王母七夕降九華殿。以五桃與漢武帝。東方朔從殿東廂朱鳥中窺之。王母曰、此窺小兒。嘗三來盗吾此桃」と同じような荒唐無稽な逸話が東方朔について創作されている。60年ごとにある甲子年が3000回巡るという意味で、「三千甲子東方朔」とも称される。
日本の能の演目『東方朔』では、朔は仙人として登場する。島根県には、八百比丘尼に斧を磨いて針にすると言って驚かせて八百年生きていることを聞き出し、自分は九千年生きていると打ち明けた、という伝説がある。
山口県吉敷郡には、長寿を自慢する百六歳の三浦大介、八千歳の浦島太郎と出会い自分は九千歳だと自慢するが、三人で旅をしていると三人の出産に立ち会った産婆で七億歳の七億婆と出会い窘められたという伝説がある。

## テレビドラマ
- 『東方朔』（原作：龍吟『智聖東方朔』。中国中央電視台、2008年8月17日-8月31日。全45話。演：程前）